# Liste des députés de la IIe législature de la monarchie de Juillet
Cette liste recense les personnes qui ont assuré un mandat de député au cours de la IIe législature de la monarchie de Juillet.

## I
- François André Isambert

## J
- Jean-François Jacqueminot
- Jean-Baptiste Jamin
- Antoine-Gabriel Jars
- Hippolyte François Jaubert
- Antoine Jay
- Jean-Baptiste Thérèse Jobard
- Jean-François Joly
- Théodore Jouffroy
- Louis Didier Jousselin
- Blaise de Jouvencel
- Jacques Junyen

## K
- Auguste Hilarion de Kératry
- Joseph François Marie Kermorial
- Nicolas Koechlin
- André Koechlin

## V
- Louis Alexis Arsène Valette-Deshermeaux
- Jean Alexandre Valleton de Garraube
- César Marie François Varsavaux
- Jean Vatout
- Charles Ferdinand Vaulot
- François Charles Vernhes
- Nicolas Jean-Baptiste Vernier-Guérard
- Louis Vulfranc Verrollot
- François, Anne, Marcel Vidal
- Jean, Pons, Guillaume Viennet
- Achille, Pierre, Félix Vigier
- Bertrand, Louis, Antoine, Charles, Marie Villemain
- Julien-Joseph Virey
- Alexandre, François, Auguste Vivien
- Jean-Baptiste Voysin de Gartempe
- Jean-François Louis Warein

## W
- Jean-François Warein